# Lípa srdčitá u Vidonic
Lípa srdčitá u Vidonic je památný strom – lípa srdčitá nacházející se v okrese Jičín, části obce Pecka – Vidonice. Od roku 2009 je u AOKP ČR veden jako silně poškozený.
Stav k 1.1.1995
- výška: 18 m
- obvod: 287 cm
- šířka koruny: 15 m

Stav k 1.9.2009
- výška: 12 m
- obvod: 294 cm
- výška koruny: 10 m
- šířka koruny: 8 m[1]

## Galerie

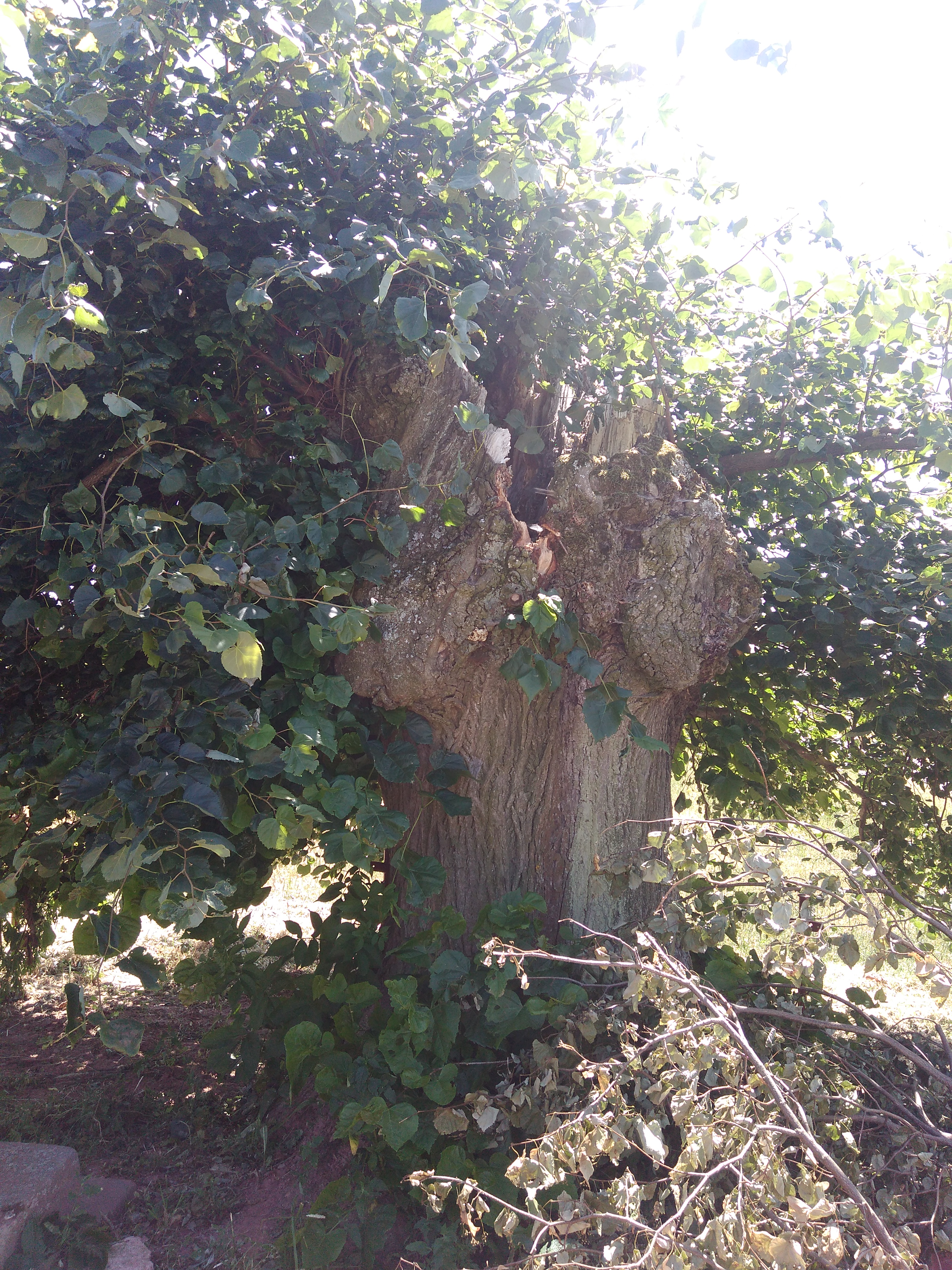
2019